# 千住仲町
千住仲町（せんじゅなかちょう）は、東京都足立区の町名。丁目の設定のない単独町名である。住居表示実施済区域。

## 地理
足立区の南部に位置する。千住地区（旧千住町）の中では南部にあたり、北千住駅南側一帯に広がる。主に住宅地となっている。

## 歴史
かつては仲町であった。

### 沿革
- 1932年（昭和7年）10月1日 - 千住町が西新井町、梅島町、舎人村、渕江村、東渕江村、伊興村、江北村、綾瀬村、花畑村とともに東京市へ編入され足立区となる。千住町大字仲町から足立区千住仲町に変更される。

## 世帯数と人口
2025年（令和7年）1月1日現在（足立区発表）の世帯数と人口は以下の通りである。
- 世帯数 : 2,734世帯
- 人口 : 4,164人

### 人口の変遷
国勢調査による人口の推移。
| 年                 | 人口  |
| ------------------ | ----- |
| 1995年（平成7年）  | 3,466 |
| 2000年（平成12年） | 3,422 |
| 2005年（平成17年） | 3,371 |
| 2010年（平成22年） | 3,609 |
| 2015年（平成27年） | 3,789 |
| 2020年（令和2年）  | 4,343 |

### 世帯数の変遷
国勢調査による世帯数の推移。
| 年                 | 世帯数 |
| ------------------ | ------ |
| 1995年（平成7年）  | 1,477  |
| 2000年（平成12年） | 1,503  |
| 2005年（平成17年） | 1,608  |
| 2010年（平成22年） | 1,853  |
| 2015年（平成27年） | 2,125  |
| 2020年（令和2年）  | 2,726  |

## 学区
区立小・中学校に通う場合、学区は以下の通りとなる（2023年4月時点）。なお、足立区では学校選択制度を導入しており、区内全域から選択することが可能。ただし、小学校に関しては、2018年（平成30年）度から学区域または学区域に隣接する学校のみの選択になる。
- 区域 : 全域
  - 小学校 : 足立区立千寿小学校
  - 中学校 : 足立区立第一中学校

## 事業所
2021年（令和3年）現在の経済センサス調査による事業所数と従業員数は以下の通りである。
- 事業所数 : 183事業所
- 従業員数 : 2,496人

### 事業者数の変遷
経済センサスによる事業所数の推移。
| 年                 | 事業者数 |
| ------------------ | -------- |
| 2016年（平成28年） | 177      |
| 2021年（令和3年）  | 183      |

### 従業員数の変遷
経済センサスによる従業員数の推移。
| 年                 | 従業員数 |
| ------------------ | -------- |
| 2016年（平成28年） | 2,074    |
| 2021年（令和3年）  | 2,496    |

## 交通

### 道路
- 国道4号
- 東京都道461号（墨堤通り）

## 施設

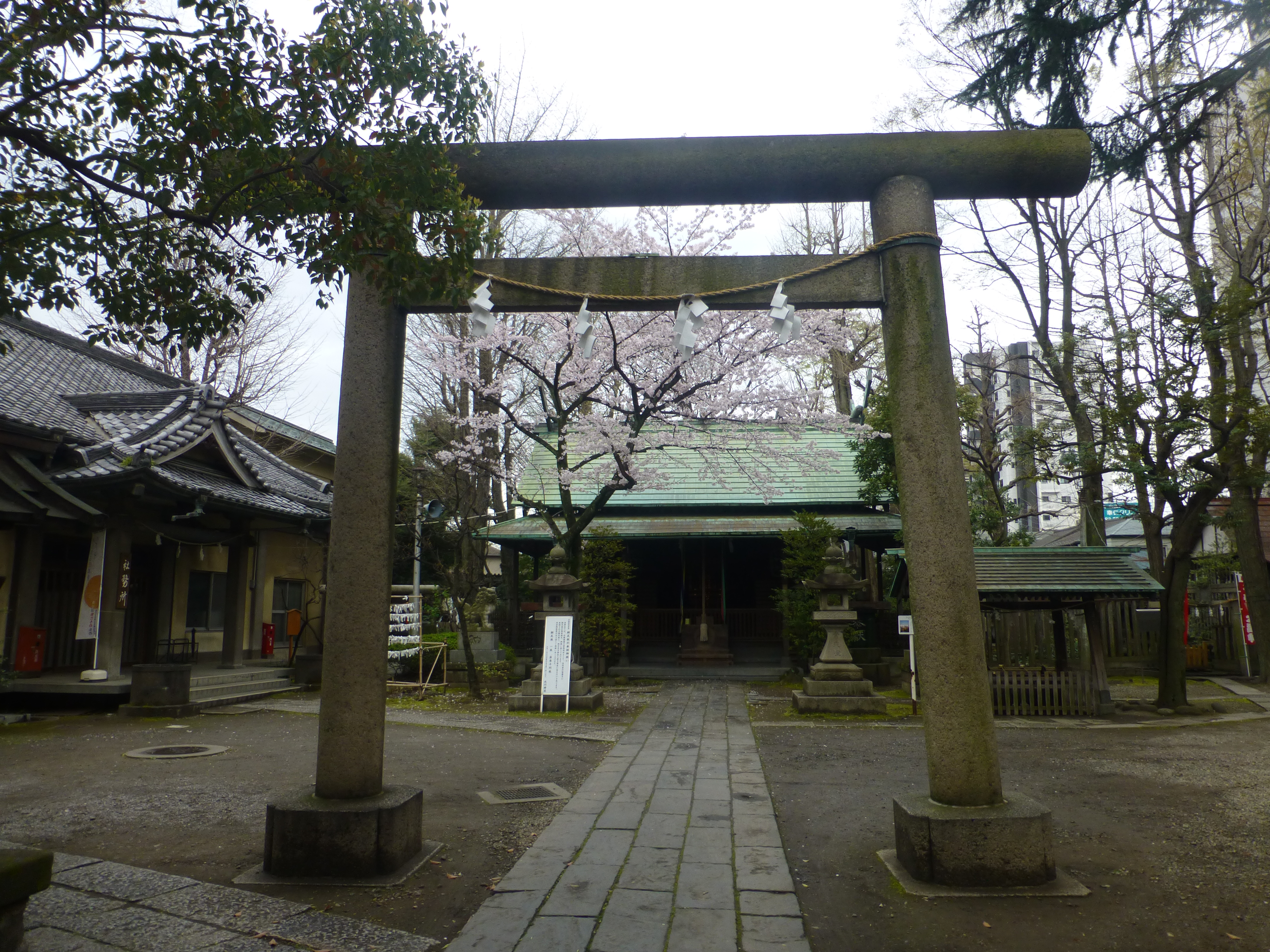
仲町氷川神社

- 足立仲町郵便局
- 千住介護福祉専門学校
- 千住仲町公園
- 妙乗寺
- 仲町氷川神社

## その他

### 日本郵便
- 郵便番号 : 120-0036[3]（集配局 : 足立郵便局[15]）。